# 李彥 (正德進士)
李彦（1469年—？年），字邦直，江西袁州卫軍籍南昌府豐城縣人。同科进士李金的族侄。

## 生平
治《詩經》，行五，袁州府學生，由國子生中式弘治五年（1492年）壬子科江西鄉試第五十三名舉人，年四十歲中式正德三年（1508年）戊辰科會試第一百二十三名，第三甲第一百八十六名進士。初授歙县知县，寻擢太仆寺丞，升少卿，马政修举，赐金币。后以忤当路出知平乐府。有惠政，抚按官员采集异政十二事上闻，擢升福建盐运使，通商惠民，所至有生祠去思碑。

## 家族
曾祖李世琬。祖李与宏。父李琳，府知事。母吴氏；继母黄氏。具庆下。弟奇、暿、晟、章、冕、景、荆。